# Stazione di Garbagnate Parco delle Groane
Stazione di Garbagnate Parco delle Groane vasútállomás Olaszországban, Lombardia régióban, Garbagnate Milanese településen.

## Vasútvonalak
Az állomást az alábbi vasútvonalak érintik:
- Milánó–Saronno-vasútvonal

## Kapcsolódó állomások
A vasútállomáshoz az alábbi állomások vannak a legközelebb:
- Stazione di Castellazzo
- Stazione di Garbagnate Milanese